# Saint-Julien-Gaulène
Saint-Julien-Gaulène är en kommun i departementet Tarn i regionen Occitanien i södra Frankrike. Kommunen ligger i kantonen Valence-d'Albigeois som tillhör arrondissementet Albi. År 2022 hade Saint-Julien-Gaulène 226 invånare.

## Befolkningsutveckling
Antalet invånare i kommunen Saint-Julien-Gaulène
| Referens: INSEE |